# X-SAMPA magyar nyelvhez
Ez a cikk segít leírni a magyar betűk átírását X-SAMPA formában, amivel nem magyarul beszélőknek (mint amilyen az angol Wikipédia közönsége) le tudjuk írni a szavaink kiejtését. Az X-SAMPA célja az IPA fonetikus karakterek ábrázolása ASCII (közönséges latin betűs) formában.
| Betű | X-SAMPA | IPA | IPA karakter Unicode neve | Megjegyzések                                            |
| ---- | ------- | --- | ------------------------- | ------------------------------------------------------- |
| A    | A       | ɑ   | LSL Script A              |                                                         |
| Á    | a:      | aː  | LSL A, MLTC               |                                                         |
| B    | b       | b   | LSL B                     |                                                         |
| C    | ts      | t͡s  | LSL Ts Digraph            |                                                         |
| CS   | tS      | t͡ʃ  | LSL Tesh Digraph          |                                                         |
| D    | d       | d   | LSL D                     |                                                         |
| DZ   | dz      | d͡z  | LSL Dz Digraph            |                                                         |
| DZS  | dZ      | d͡ʒ  | LSL Dezh Digraph          |                                                         |
| E    | E       | ɛ   | LSL Open E                |                                                         |
| É    | e:      | eː  | LSL E, MLTC               |                                                         |
| F    | f       | f   | LSL F                     |                                                         |
| G    | g       | g   | LSL G                     |                                                         |
| GY   | J\      | ɟ   | LSL Dotless J With Stroke |                                                         |
| H    | h       | h   | LSL H                     |                                                         |
| I    | i       | i   | LSL I                     |                                                         |
| Í    | i:      | iː  | LSL I, MLTC               |                                                         |
| J    | j       | j   | LSL J                     |                                                         |
| K    | k       | k   | LSL K                     |                                                         |
| L    | l       | l   | LSL L                     |                                                         |
| LY   | j       | j   | LSL J                     |                                                         |
| M    | m       | m   | LSL M                     |                                                         |
| N    | n       | n   | LSL N                     |                                                         |
| NY   | J       | ɲ   | LSL N With Left Hook      |                                                         |
| O    | o       | o   | LSL O                     |                                                         |
| Ó    | o:      | oː  | LSL O, MLTC               |                                                         |
| Ö    | 2       | ø   | LSL O With Slash          |                                                         |
| Ő    | 2:      | øː  | LSL O With Slash, MLTC    |                                                         |
| P    | p       | p   | LSL P                     |                                                         |
| (Q)  | k v     | kv  |                           | csak régies és idegen szavakban                         |
| R    | r       | r   | LSL R                     |                                                         |
| S    | S       | ʃ   | LSL Esh                   |                                                         |
| SZ   | s       | s   | LSL S                     |                                                         |
| T    | t       | t   | LSL T                     |                                                         |
| TY   | c       | c   | LSL c                     |                                                         |
| U    | u       | u   | LSL U                     |                                                         |
| Ú    | u:      | uː  | LSL U, MLTC               |                                                         |
| Ü    | y       | y   | LSL Y                     |                                                         |
| Ű    | y:      | yː  | LSL Y, MLTC               |                                                         |
| V    | v       | v   | LSL V                     |                                                         |
| (W)  | v       | v   |                           | csak régies és idegen szavakban                         |
| (X)  | k s     | ks  |                           | csak régies és idegen szavakban                         |
| (Y)  | i       | i   |                           | módosító betű; önállóan csak régies és idegen szavakban |
| Z    | z       | z   | LSL Z                     |                                                         |
| ZS   | Z       | ʒ   | LSL Ezh                   |                                                         |

Főhangsúly mindig az első szótagon.

## Az eredeti SAMPA-ról
A SAMPA (és így a SAMPA magyar nyelvhez cikk) nem alkalmas arra, hogy nyelvtől függetlenül reprezentálja az IPA karaktereket, mivel eredetileg csak egyes nyelvekhez készült el, így sok karakter ütközik, amikor megpróbáljuk összevetni őket. Ezt kijavítandó készült el az X-SAMPA, amin ezen cikk is alapul.